# Olé! (película)
Olé! es una película francesa de comedia de 2005, dirigida por Florence Quentin, que a su vez la escribió junto a Alexis Quentin, musicalizada por Thierry Robin, en la fotografía estuvo Pascal Gennesseaux y los protagonistas son Gad Elmaleh, Gérard Depardieu y Sabine Azéma, entre otros. El filme fue realizado por ARP Sélection, TF1 Films Production, Canal+ y TPS Star; se estrenó el 7 de diciembre de 2005.

## Sinopsis
Ramón es el chofer de un gran jefe, también es su confidente, compañero de golf y la excusa de sus escapadas. Su pareja, Carmen, anhela regresar a la soleada Andalucía.